# Dihybocercus severini
Dihybocercus severini är en insektsart som beskrevs av Günther Enderlein 1912. Dihybocercus severini ingår i släktet Dihybocercus och familjen Embiidae. Inga underarter finns listade i Catalogue of Life.